# Велико Градиште
Велико Градиште је градско насеље у Србији и седиште истоимене општине у Браничевском управном округу. Према попису из 2022. било је 5.518 становника. Налази се у близини Сребрног језера.
Градиште се први пут помиње у Раваничкој повељи од 1381. године, којом кнез Лазар оставља 13 села у Пеку манастиру Раваници, међу којима и Градиште. У Великом Градишту се одржавају Царевчеви дани. Овде постоје Народни музеј и Народна библиотека „Вук Караџић”.

## Географија
Велико Градиште се налази у североисточном делу Србије, у подножју Карпата, недалеко од уласка у Ђердапску клисуру.
Лежи на 1.059. километру десне обале тока Дунава (који је природна граница са Румунијом) са једне, и ушћа Пека у Дунав са друге стране. У његовој непосредној близини, на 3 km од центра града, налази се познато туристичко одредиште Сребрно језеро.

## Историја

### Римско доба
У Римско доба на месту данашњег Градишта, на путу од Viminaciuma (Костолца) према Kuppei (Голупцу) налазило се важно римско утврђење Пинкум Pincum. Према неким налазима Пинкум је у то време био важан рударски центар, односно место у коме се прикупља руда и транспортује даље према другим римским градовима. Настанак овог римског града везује се за први век нове ере. Пинкум је осим географског имао и стратешки значај. Свој највећи успон - своје златно доба овај град је доживео за време римског цара Хадријана. Наследивши ратоборног претходника, цара Трајана, Хадријан је мудром владавином настојао да очува стечено богатство и сав се посветио унутрашњем уређењу земље. За разлику од Виминацијума који је био миниципијум, Пинкум је уживао наклоност сам самог цара, који га је посетио око 117. године. Пинкум је у то време био рударски центар који је у административном погледу био изузет из управе провинцијског префекта и директно потчињен цару.
Ипак, највећи куриозитет овог римског града је што је у њему кован и посебан бакарни новац. По величини он спада у групу мале бронзе. Због своје реткости овај мали новчић величине 15 или 19 мм за нумизматичаре представља изузетно богатство. Зна се да постоји само пет примерака који се налазе у Бечу, Берлину, Лондону и Београду.
Судећи према опекама, које се овде могу наћи, у Градишту су били стационирани делови Седме Клаудијеве римске легије.
С обзиром на његов географски положај у Пинкуму и околини стално су се смењивали освајачи. Хуни су га освојили и спалили између 441. и 443. године наше ере. У његовој обнови помиње се Јустинијан I.

### Средњи век
У средњем веку Пек, Подунавље, Стиг и део Поморавља сачињавали су област Браничево. Тако се звао и главни град по коме је и читава област добила име. После смрти цара Душана 1355. године Браничевом је завладала властелинска породица Растисављевић, али за кратко јер их је убрзо покорио кнез Лазар припојивши и Браничево својој држави.
Из времена кнеза Лазара остала нам је Раваничка хрисуља или познатија као Раваничка повеља. Кнез Лазар је 1381. године кроз дародавницу основао манастирско властелинство које је чинило 146 села, два засеока и три црквене метоне и то је поклонио Раваници. Поред осталих у овом документу спомињу се области Браничева и Пек. У области Браничева спомињу се 9, а у Пеку 13 села.
Године 1432. угарска војска прешла је Дунав код Пожежена и доспела до Крушевца где је спалила турске шајке. Међутим, ојачана турска војска наступала је до Видина. Обе су прошле преко Браничева и опустошиле га. Деспоту Ђурђу после тога није преостало ништа друго но да га уступи Турцима. Забележено је да је овим крајевима прошла и велика војска Хуњади Јаноша 1448. године, у народној песми познатог као Сибињанин Јанко.
Напредак овог краја прекида се падом Деспотовине под турску власт. Становништво се пред турским терором повлачи у брдовите крајеве. Због тога, према Јовану Цвијићу, данашње становништво ове општине и читавог Браничевског краја има веома мало потомака средњовековних браничевских староседелаца.
Овде се налазе Црква Светог арханђела Гаврила у Великом Градишту и Стара електрана, управна зграда и канали на реци Пеку. Ту је и Читаоница Велико Градиште основана 1848. године.
Године 1856. намеравали су црквени општинари на челу са председником Стефаном Нешићем, да осликају унутрашњост новосаграђене цркве у месту.

## Демографија
У насељу Велико Градиште живи 4438 пунолетних становника, а просечна старост становништва износи 38,1 година (36,7 код мушкараца и 39,4 код жена). У насељу има 1888 домаћинстава, а просечан број чланова по домаћинству је 3,00.
Ово насеље је великим делом насељено Србима (према попису из 2022. године).
|             | \| Демографија[3] \| Демографија[3] \| Демографија[3] \| \| Година \| Становника \| Становника \| \| -------------- \| -------------- \| -------------- \| \| 1948. \| 2.783 \| \| \| 1953. \| 3.264 \| \| \| 1961. \| 3.391 \| \| \| 1971. \| 4.075 \| \| \| 1981. \| 4.977 \| \| \| 1991. \| 5.973 \| 5.447 \| \| 2002. \| 5.658 \| 6.355 \| \| 2011. \| 5.825 \| \| \| 2022. \| 5.518 \| \| |            |
| Демографија | |            |
| Година      | Становника | Становника |
| 1948.       | 2.783 |            |
| 1953.       | 3.264 |            |
| 1961.       | 3.391 |            |
| 1971.       | 4.075 |            |
| 1981.       | 4.977 |            |
| 1991.       | 5.973 | 5.447      |
| 2002.       | 5.658 | 6.355      |
| 2011.       | 5.825 |            |
| 2022.       | 5.518 |            |

| Етнички састав према попису из 2002.‍ | Етнички састав према попису из 2002.‍ | Етнички састав према попису из 2002.‍ | Етнички састав према попису из 2002.‍ | Етнички састав према попису из 2002.‍ |
| ------------------------------------ | ------------------------------------ | ------------------------------------ | ------------------------------------ | ------------------------------------ |
|                                      |                                      |                                      |                                      |                                      |
| Срби                                 | Срби                                 |                                      | 5.148                                | 90,98%                               |
| Роми                                 | Роми                                 |                                      | 141                                  | 2,49%                                |
| Власи                                | Власи                                |                                      | 81                                   | 1,43%                                |
| Југословени                          | Југословени                          |                                      | 39                                   | 0,68%                                |
| Црногорци                            | Црногорци                            |                                      | 32                                   | 0,56%                                |
| Румуни                               | Румуни                               |                                      | 29                                   | 0,51%                                |
| Хрвати                               | Хрвати                               |                                      | 14                                   | 0,24%                                |
| Мађари                               | Мађари                               |                                      | 9                                    | 0,15%                                |
| Македонци                            | Македонци                            |                                      | 8                                    | 0,14%                                |
| Словенци                             | Словенци                             |                                      | 5                                    | 0,08%                                |
| Украјинци                            | Украјинци                            |                                      | 4                                    | 0,07%                                |
| Муслимани                            | Муслимани                            |                                      | 4                                    | 0,07%                                |
| Руси                                 | Руси                                 |                                      | 3                                    | 0,05%                                |
| Словаци                              | Словаци                              |                                      | 2                                    | 0,03%                                |
| Немци                                | Немци                                |                                      | 2                                    | 0,03%                                |
| непознато                            | непознато                            |                                      | 90                                   | 1,59%                                |

| Година пописа     | 1948. | 1953. | 1961. | 1971. | 1981. | 1991. | 2002. |
| ----------------- | ----- | ----- | ----- | ----- | ----- | ----- | ----- |
| Број домаћинстава | 945   | 1.035 | 1.100 | 1.351 | 1.656 | 1.966 | 1.888 |

| Број чланова      | 1   | 2   | 3   | 4   | 5   | 6  | 7  | 8 | 9 | 10 и више | Просек |
| ----------------- | --- | --- | --- | --- | --- | -- | -- | - | - | --------- | ------ |
| Број домаћинстава | 359 | 442 | 391 | 447 | 129 | 68 | 38 | 7 | 2 | 5         | 3,00   |

| Пол    | Укупно | Неожењен/Неудата | Ожењен/Удата | Удовац/Удовица | Разведен/Разведена | Непознато |
| ------ | ------ | ---------------- | ------------ | -------------- | ------------------ | --------- |
| Мушки  | 2.194  | 646              | 1.354        | 84             | 94                 | 16        |
| Женски | 2.486  | 539              | 1.370        | 396            | 162                | 19        |
| УКУПНО | 4.680  | 1.185            | 2.724        | 480            | 256                | 35        |

| Пол    | Укупно                    | Пољопривреда, лов и шумарство | Рибарство                            | Вађење руде и камена | Прерађивачка индустрија       |
| ------ | ------------------------- | ----------------------------- | ------------------------------------ | -------------------- | ----------------------------- |
| Мушки  | 1.090                     | 129                           | 2                                    | 5                    | 177                           |
| Женски | 925                       | 76                            | 0                                    | 1                    | 166                           |
| УКУПНО | 2.015                     | 205                           | 2                                    | 6                    | 343                           |
| Пол    | Производња и снабдевање   | Грађевинарство                | Трговина                             | Хотели и ресторани   | Саобраћај, складиштење и везе |
| Мушки  | 23                        | 77                            | 160                                  | 65                   | 68                            |
| Женски | 7                         | 19                            | 180                                  | 46                   | 22                            |
| УКУПНО | 30                        | 96                            | 340                                  | 111                  | 90                            |
| Пол    | Финансијско посредовање   | Некретнине                    | Државна управа и одбрана             | Образовање           | Здравствени и социјални рад   |
| Мушки  | 13                        | 58                            | 138                                  | 44                   | 38                            |
| Женски | 32                        | 31                            | 86                                   | 107                  | 112                           |
| УКУПНО | 45                        | 89                            | 224                                  | 151                  | 150                           |
| Пол    | Остале услужне активности | Приватна домаћинства          | Екстериторијалне организације и тела | Непознато            | Непознато                     |
| Мушки  | 37                        | 0                             | 0                                    | 56                   | 56                            |
| Женски | 20                        | 0                             | 0                                    | 20                   | 20                            |
| УКУПНО | 57                        | 0                             | 0                                    | 76                   | 76                            |

## Познати Градиштанци
- Милоје Васић (1869—1956) је био српски археолог, професор на Београдском универзитету и члан САНУ
- Жанка Стокић (1887—1947) је била српска глумица, позната по тумачењу ликова из дела Бранислава Нушића
- Властимир Павловић Царевац (1895—1965), био је композитор и диригент и оснивач Народног оркестра Радио Београда
- Павле Бељански (1892—1965), српски дипломата и колекционар
- Браћа Ђорђевић - Павле (Београд, 4. новембра 1894) и Ђорђе (Београд, 23. јула 1897), Павле је био дипломата, а Ђорђе председник Трговачког суда у Пожаревцу и Великом Градишту, добротвори, граду поклонили сву покретну и непокретну имовину са заоставштином од око 1500 музејских експоната уз услов да се у Великом Градишту сагради народни музеј
- Сава Ж. Обрадовић, (Велико Градиште, 1838), велики добротвор, оставио је Великом Градишту дућан (садашња Библиотека), породичну кућу, локал на пијаци и неколико њива као и повећу суму новца да се из свега формира Фонд из кога ће се два пута годишње даривати сиротиња
- Драган Миленковић, новинар и публициста, некадашњи дописник Танјуга и листа Борба из Јапана
- Слободан Ковач, познати одбојкаш бивши репрезентативац Југославије и тренер
- Владимир Трифуновић, познати одбојкаш играо некада у КУП-у Шампиона заједно с Митићем, Ђорђевићем и Лукићем
- Славица Ђукић (Велико Градиште 7. јануар 1960) је српска рукометашица, играла је три пута на Олимпијским играма (златна медаља у Лос Анђелесу 1984. са репрезентацијом Југославије)
- Филип Цептер (Philip Zepter) - Милан Јанковић, привредник оснивач и власник компаније Цептер, рођен у Великом Градишту 23.11.1950.

## Галерија
- Споменик борцима 1912-1919.
- Галерија Пигоза
- Дрво са кућицама за птице на обали
- Споменик борцима НОБ-а
- Обала
- Споменик "Царевцу"
- Споменик Жанки Стокић
- Брод на Дунаву
- Црква
- Гимназија
- Шеталиште
- Кућа са цвећем
- Гранични прелаз